# El Federalista

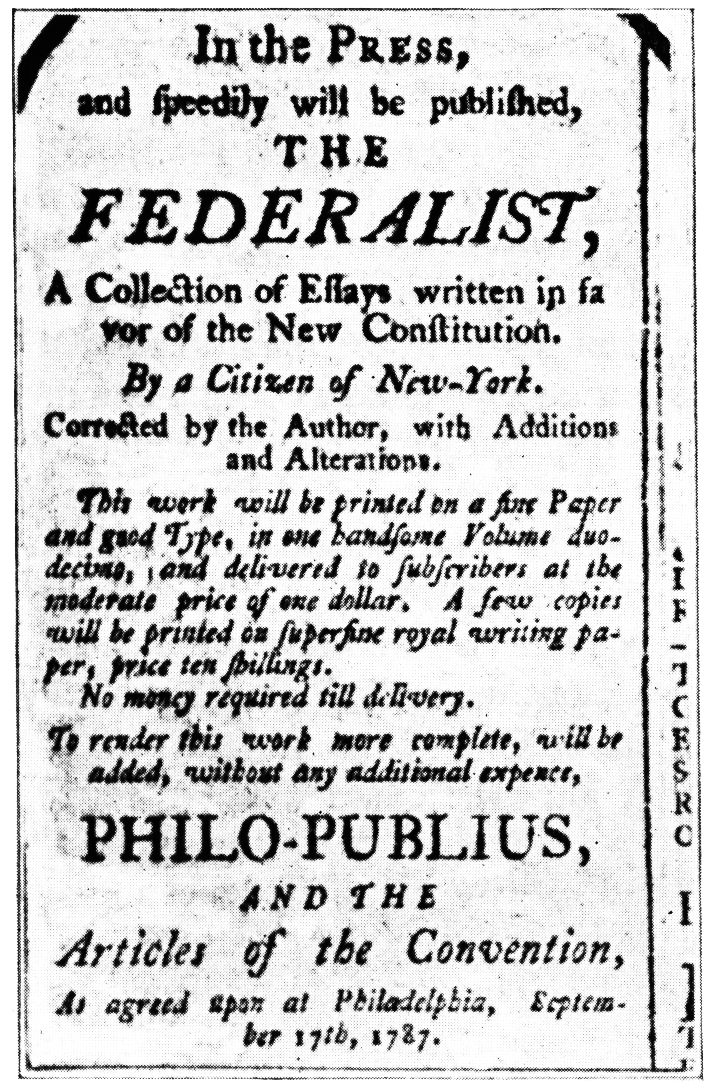
Anunci en premsa dEl Federalista

El Federalista, obra també coneguda com a Els documents federalistes (The Federalist i Federalist Papers en anglès, respectivament), és una sèrie de 85 articles defensant la ratificació de la Constitució dels Estats Units d'Amèrica. Setanta-set dels articles foren publicats en sèrie en els diaris The Independent Journal i The New York Packet entre l'octubre de 1787 i l'agost de 1788. Aquest articles, amb vuit addicionals, foren publicats l'any 1788 per J. i A. M'Lean amb el títol The Federalist.
Els documents federalistes són font primària d'interpretació de la constitució nord-americana en tant que exposen la filosofia i les motivacions del sistema de govern amb el doble objectiu de facilitar la ratificació i d'influir en la futura interpretació de la Constitució. En paraules de l'historiador Richard Morris, són una "incomparable exposició de la Constitució, un clàssic de la ciència política no superat en extensió o profunditat pel producte de qualsevol escriptor americà posterior".
Els articles, signats amb el pseudònim Publius, foren escrits per Alexander Hamilton (art. 1, 6—9, 11—13, 15—17, 21—36, 59—61, i 65—85), James Madison (art. 10, 14, 18—20, 37—58, i 62—63), i John Jay (2—5, i 64). Madison és considerat el pare de la Constitució i esdevingué el quart President dels Estats Units. Hamilton fou un delegat de la Convenció constitucional i primer Secretari del Tresor. John Jay, per la seva banda, fou el primer Cap de la Justícia de la Cort Suprema.
L'article Federalist No. 10, que exposa com una gran república pot prevenir les insurreccions i la divisió en faccions, és considerat, des d'una perspectiva filosòfica, el més important del 85 articles. També destaquen el Federalist No. 84, amb la seva oposició a la Declaració de Drets i el Federalist No. 51, amb l'exposició del que avui anomenem "Federalisme".

## Història

### Orígens

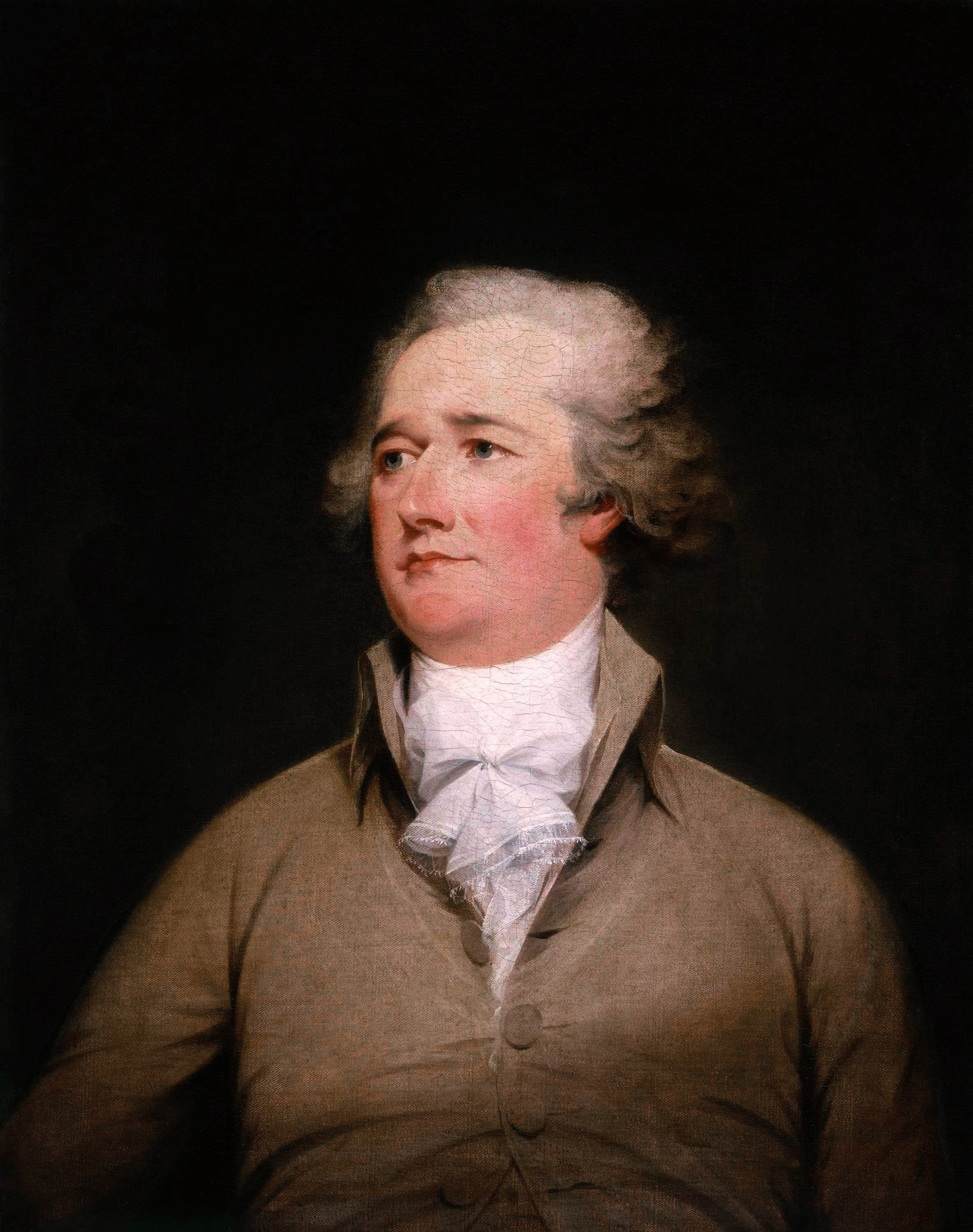
Alexander Hamilton, autor de la major part dels Federalist Papers.

La Constitució fou tramesa als Estats per a la seva ratificació a finals de setembre de 1787. Als poc dies, ja fou objecte d'articles i cartes obertes que s'oposaven al federalisme o a la mateixa necessitat d'una nova Constitució. Per exemple, els importants antifederalistes "Cato" i "Brutus" debutaren a Nova York el 27 de setembre i el 18 d'octubre respectivament. En resposta, Hamilton inicià els Federalist Papers amb l'objectiu d'explicar als novaiorquesos la nova Constitució i obtenir el seu vot favorable.
Hamilton reclutà col·laboradors per al projecte. Fitxà Jay, que no va poder contribuir gaire en caure malalt. Madison, que era delegat del Congrés a Nova York, fou allistat per Hamilton i Jay i esdevingué el principal col·laborador de Hamilton. En Gouverneur Morris i en William Duer també foren considerats; Morris no acceptà la invitació i Hamilton rebutjà tres assaigs d'en Duer. Duer, més endavant, escrigué recolzant als tres autors Federalistes sota el pseudònim de "Philo-Publius" o "Friend of Publius".
Hamilton decidí signar els escrits amb el pseudònim "Publius", nom que ja havia utilitzat el 1778 en tres cartes escrites contra Samuel Chase.

### Publicació
Els Federalist Papers aparegueren a tres diaris de Nova York: The Independent Jounal, The New-York Packet i The Daily Advertiser a partir del 27 d'octubre de 1787. Hamilton, Madison i Jay mantingueren una ritme alt de publicació, arribant als tres o quatre articles setmanals. Garry Wills afirma que aquest ritme de producció impossibilitava la rèplica: "Qui, si se li hagués donat prou temps, hauria pogut respondre aquella bateria d'arguments? I no se'n va donar, de temps". Hamilton promocionà la impressió dels articles fora de l'Estat de Nova York. Tot i que efectivament foren publicats en altres indrets on es produïen debats similars, la seva impressió fou irregular i sovint eclipsada pels autors locals.
La forta demanda dugué a la publicació dels assaigs en un suport de més qualitat. El primer de gener de 1788, l'editora de Nova York J. & A. MacLean va anunciar la publicació dels primers trenta-sis articles. Aquest volum va sortir a la venda el dos de març. Fins a la publicació del Federalist No. 77 el dos d'abril, continuaren apareixent nous textos als diaris. Un segon volum, amb els següents quaranta-nou assaigs va ser publicat el 28 de maig. Més endavant, els vuit textos restants foren publicats als diaris.
Una edició francesa de 1792 va desvelar la identitat de Publis, anunciant que fou escrita pels ciutadans de Nova York "MM Hamilton, Maddisson E Gay". El 1802, George Hopkins va publicar una edició americana que anomenava de forma similar als autors. Hopkins desitjava donar a conèixer l'autoria individual dels articles, però Hamilton s'hi va oposar.
El 1810 aparegué la primera publicació que assignava autoria individual als articles d'acord amb les dades d'una llista proveïda per Hamilton. Aquesta edició formava part de la compilació "Works of Hamilton". El 1818, Jacob Gideon publicà una nova edició amb l'autoria individual dels articles, però aquest cop, la font de l'autoria fou una llista de Madison. Les diferències entre les llistes de Hamilton i Madison afecten a dotze articles.

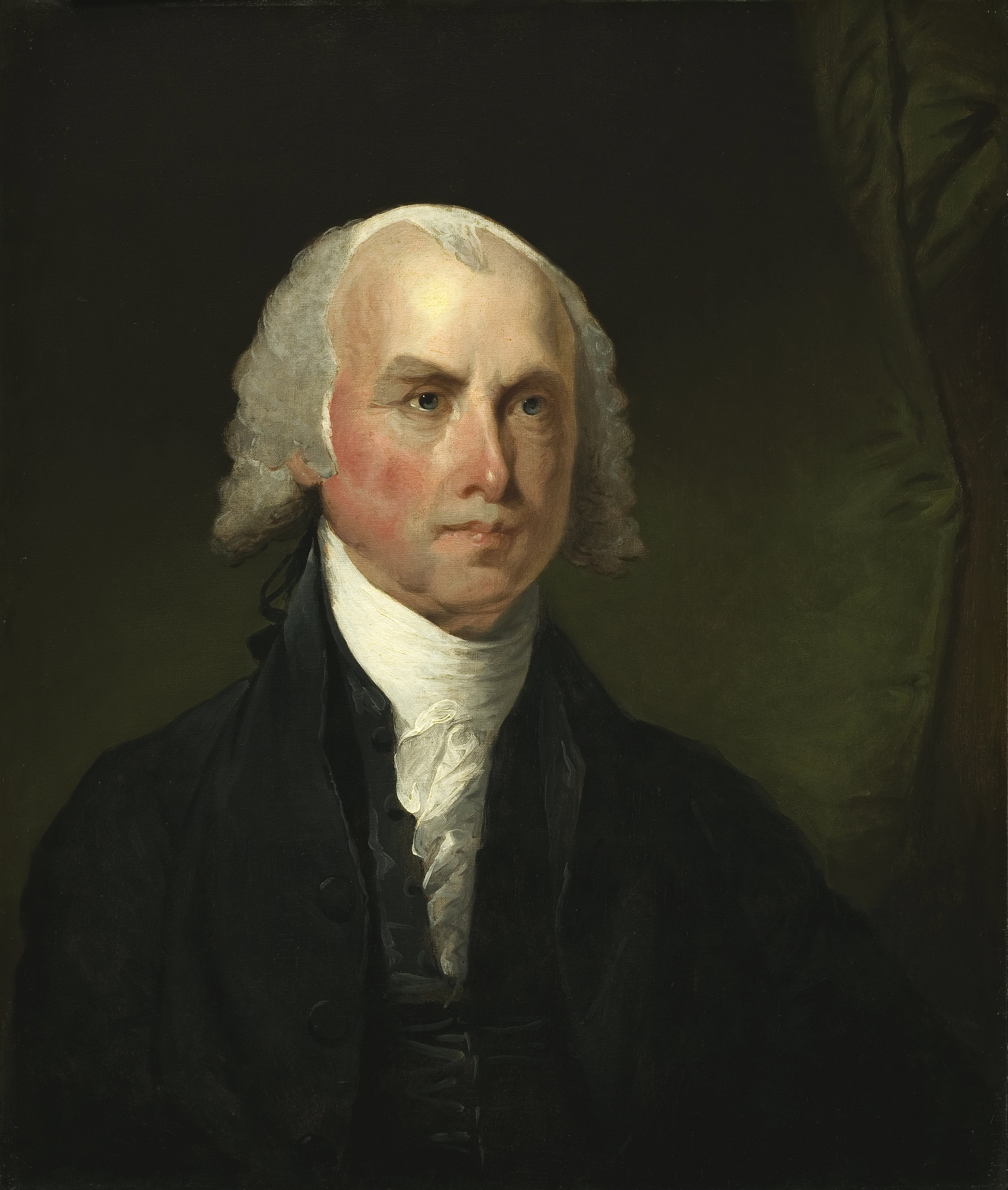
James Madison, principal col·laborador de Hamilton, posteriorment President dels Estats Units i "Pare de la Constitució".